# Viry (Górna Sabaudia)
Viry – miejscowość i gmina we Francji, w regionie Owernia-Rodan-Alpy, w departamencie Górna Sabaudia.
Według danych na rok 1990 gminę zamieszkiwało 2550 osób, a gęstość zaludnienia wynosiła 97 osób/km² (wśród 2880 gmin regionu Rodan-Alpy Viry plasuje się na 350. miejscu pod względem liczby ludności, natomiast pod względem powierzchni na miejscu 305.).